# Zandveld
Zandveld is een wijk van Nieuwegein, in de Nederlandse provincie Utrecht. De wijk heeft 2216 inwoners (2018).
De wijk grenst met de klok mee aan de wijken Fokkesteeg, Vreeswijk, Lekboulevard en Hoog-Zandveld. In het oosten grenst Zandveld aan het Merwedekanaal.
Zandveld is gebouwd in de polder Zandveld in de jaren zestig van de twintigste eeuw als een nieuwbouwwijk van het toen nog zelfstandige Vreeswijk. Langs de Handelskade bevindt zich nog oudere bebouwing uit de jaren 1920.
Grenzend aan het uiterste noordwesten van Zandveld bevindt zich de sneltramhalte Wiersdijk. De nieuwbouwstraten uit de jaren zestig zijn vernoemd naar boomsoorten. 
Woonwijken: Batau-Noord · Batau-Zuid · Blokhoeve · Doorslag · Fokkesteeg · Galecop · Hoog-Zandveld · Huis de Geer · Jutphaas-Wijkersloot · Lekboulevard · Merwestein · Stadscentrum · Vreeswijk · Zandveld · Zuilenstein

Overige wijken: Het Klooster · Hoge Landen · Laagraven-Liesbosch · Oudegein · Plettenburg · De Wiers

Voormalige gemeenten: Jutphaas · Vreeswijk

Utrecht · Plaatsen in de provincie      Nederland · Provincies · Gemeenten